# Prospalta angulata
Prospalta angulata är en fjärilsart som beskrevs av Bethune-Baker. Prospalta angulata ingår i släktet Prospalta och familjen nattflyn. Inga underarter finns listade i Catalogue of Life.